# Lissonota chinensis
Lissonota chinensis är en stekelart som först beskrevs av Joseph Augustine Cushman 1922.  Lissonota chinensis ingår i släktet Lissonota och familjen brokparasitsteklar. Inga underarter finns listade i Catalogue of Life.